# Dolgen am See
Dolgen am See é um município da Alemanha, situado no distrito de Rostock, no estado de Mecklemburgo-Pomerânia Ocidental. Tem 33,02 km² de área, e sua população em 2019 foi estimada em 648 habitantes.